# Club A.A. Dominicos
El Club Antiguos Alumnos Dominicos es un club de hockey sobre patines de la ciudad de La Coruña, que compite en la OK Liga Plata. Con más de 60 años de historia es, junto con el H.C. Liceo, uno de los equipos históricos del hockey gallego. Logró ganar la Copa del Rey de 1990. En 2023 la Real Federación Española de Patinaje le concede la Placa de Oro por su aportación al hockey sobre patines.

## Historia
Se fundó en 1957 en el colegio Dominicos de La Coruña, donde logró contar con más de 200 niños en sus filas. En 1980 asciende a la División de Honor como campeón del Grupo I de Primera División. Permaneció durante 10 temporadas seguidas en la primera categoría del hockey español.

### La Copa de 1990 y participación en la Copa CERS
El mayor logro del club llegó en la temporada 1989-1990 cuando ganó la Copa del Rey, por 2-1 al Reus Deportiu en Alcobendas, convirtiéndose en el segundo equipo gallego y tercero no catalán en lograr el título. la plantilla, entrenada por Carlos Gil, que se alzó con el título la componían:
1. Juan C. Yáñez
2. Pablo Trigo
3. Fernando Avecilla
4. Juan Copa
5. Benigno Rodríguez
6. Celso González
7. Alejandro Avecilla
8. Carlos Figueroa
9. Javier Losada
10. Germán Taibo

En la temporada 1990-1991 participó en la Copa CERS, cayendo en cuartos de final ante el Hockey Novara italiano por un gol de diferencia, tras llegar al descanso ganando por 4-1.

### Años fuera de la élite
Debido a la mala gestión de la temporada 1992-1993 el club desciende, quedando fuera muchos años de la élite del hockey a patines español. En la temporada 2012-2013 logra el ascenso a la Primera División, descendiendo de nuevo dos temporadas después. En la temporada 2018-2019 logra el ascenso a la OK Plata.  

## Equipo femenino
En 2016 el equipo femenino, dirigido por Stanis García y Tomás de Llano, se proclama campeón de la Liga Gallega y obtiene plaza para la OK Liga Femenina, sin embargo, no llega a inscribirse por falta de recursos económicos.

## Categorías inferiores
Destaca por su base, saliendo de su cantera jugadores como Alejandro Avecilla, Diego "Coco" Ramos, Juan Copa o Willy Duarte. El club ha conseguido clasificar a sus equipos de base para campeonatos nacionales en numerosas ocasiones, obteniendo buenos resultados como en la temporada 2001-2002 en la que logró tres subcampeonatos de España en las categorías alevín, infantil y juvenil, o en la temporada 2011-2012 en la que el equipo alevín fue subcampeón de Europa y campeón de España. En 2022 el equipo juvenil se proclamó campeón de España.

## Palmarés
- Copa del Rey temporada 1989-1990